# Bogas de Baixo
Bogas de Baixo ist ein Ort und eine ehemalige Gemeinde (Freguesia) im portugiesischen Kreis Fundão.
Die Gemeinde hatte 192 Einwohner (Stand 30. Juni 2011).
Am 29. September 2013 wurden die Gemeinden Bogas de Baixo und Janeiro de Cima zur neuen Gemeinde União das Freguesias de Janeiro de Cima e Bogas de Baixo zusammengeschlossen.